# Augusto Barrios
Augusto Sebastián Barrios Silva (Arica, 3 ottobre 1991) è un calciatore cileno, difensore dell'Universidad de Chile.